# Wapen van Messancy

Het wapen van Messancy

Het wapen van Messancy is het gemeentelijke wapen van de Belgische gemeente Messancy. De Luxemburgse gemeente heeft het wapen in 1993 officieel toegekend gekregen.

## Geschiedenis
Van de 13e tot en met de 16e eeuw heerste de familie De Messancy over het gebied dat nu ongeveer de gelijknamige gemeente beslaat. De gemeente Messancy werd in 1977 gevormd door een fusie tussen de gemeenten Habergy, Hondelange, Messancy, Sélange en Wolkrange. Geen van deze gemeenten voerden een eigen wapen, hierdoor kon er geen bestaand wapen gebruikt worden. Uiteindelijk verkoos de gemeente een wapen gebaseerd op dat van de gelijknamige familie. Het is onduidelijk hoe het wapen er precies uit zag, want er zijn varianten van een gouden schild met drie palen van keel, maar ook omgekeerd en dan soms ook met vier palen. De gemeente koos uiteindelijk voor de meest simpele variant. Dit wapen werd officieel toegekend op 26 oktober 1993.

## Blazoenering
De beschrijving van het wapen luidt als volgt:
De gueules à trois pals d'or.
Van keel beladen met palen van goud.
De heraldische kleuren zijn keel (rood) en goud (geel). Het wapen heeft geen externe ornamenten zoals een kroon of schildhouders.